# 에드윈 자비스
에드윈 자비스(영어: Edwin Jarvis)는 마블 코믹스의 등장인물로, 어벤저스, 아이언맨, 스파이더맨에 등장한다. 원래 스타크 가문의 집사였으나 아이언맨의 인공지능 비서로 변하였다. 어벤져스: 에이지 오브 울트론에서 울트론의 의해 살인당했고 토니는 여성 인공지능 프라이데이를 사용하기로 결심한다. 